# IC 2245
IC 2245 је појединачна звијезда у сазвјежђу Рак која се налази на листи објеката дубоког неба у Индекс каталогу.
Деклинација објекта је + 24° 32' 8" а ректасцензија 8h 15m 28,4s.